# Vaseyochloa
Vaseyochloa là một chi thực vật có hoa trong họ Hòa thảo (Poaceae).

## Loài
Chi Vaseyochloa gồm các loài: